# Zorleni, Vaslui
Zorleni este satul de reședință al comunei cu același nume din județul Vaslui, Moldova, România. Se află în partea de nord a județului,  în Colinele Tutovei. La recensământul din 2002 avea o populație de 10000.
locuitori.

## Istoric
Numele satului provine de la cuvântul „Zorilă”, care se poate traduce prin „luceafăr de zori” sau o persoană care are calitatea de a fi harnic.
Numele satului apare pentru prima dată la 28 martie 1594, într-un document prin care Aron Vodă i-a vândut unui vameș, pentru suma de 2000 aspri și 6 cai, satul Zorilenii și cu loc de moară în apa Bârladului din sus de târgul Bârladului, care sat au fostu din hotarul târgului Bârladului. 
Zorleni s-a format după 2 iunie 1602 când  vameșul Andrei Kiriac, primește în dar de la Irimia Vodă locul numit Siliștea Zorileni pentru a-și face acolo un sat.
Locuitorii comunei au participat activ la Războiul de Independență (1877-1878) și cel de-al doilea război mondial